# Wassili Michailowitsch Blochin
Wassili Michailowitsch Blochin (russ. Василий Миха́йлович Блохин; * 7.jul. / 19. Januar 1895greg. in Gawrilowskoje (Wladimir); † 3. Februar 1955 in Moskau) war ein sowjetischer NKWD-Offizier.
Er gilt als einer der grausamsten Vollstrecker der stalinistischen Säuberungen und exekutierte mit seiner Dienstpistole persönlich mehrere Tausend Menschen.

## Leben
Blochin stammte aus einer bäuerlichen Familie. Er diente in der Armee des Zaren und nach der Oktoberrevolution ab 1918 in der Roten Armee zunächst in Unteroffiziersrängen. Bereits 1921 kam er zur Tscheka. Von 1924 bis zu Stalins Tod im März 1953 war er mit Hinrichtungen insbesondere von „Staatsfeinden“ betraut. Nebenbei nahm er an Fernkursen des Instituts für die Erhöhung der Qualifikation ingenieurtechnischer Arbeiter teil.
Wie eine Untersuchung der Menschenrechtsorganisation Memorial ergab, war Blochin persönlich mit der Erschießung von Spitzenfunktionären und Intellektuellen befasst, über die Stalin Todesurteile verhängen ließ. Anfang der 1930er Jahre befehligte er ein Exekutionskommando, dem ein fester Stamm von einem halben Dutzend Geheimpolizisten angehörte. Während des Großen Terrors in den Jahren 1936 bis 1938 wurden fast alle Mitglieder des Kommandos zum Tode verurteilt, Blochin persönlich erschoss seine früheren Kameraden. 1937 befehligte er die Exekution der zum Tode verurteilten Mitglieder der obersten Militärführung, darunter Michail Tuchatschewski und Iona Jakir. Persönlich erschoss er seine beiden in Ungnade gefallenen früheren NKWD-Chefs Genrich Jagoda und Nikolai Jeschow sowie zahlreiche bekannte Intellektuelle und Künstler, darunter den Schriftsteller Isaak Babel, den Journalisten Michail Kolzow und den Regisseur Wsewolod Meyerhold.
Der Nachfolger Jeschows an der Spitze des NKWD, der Georgier Lawrenti Beria, hatte dem Memorial-Bericht zufolge auf die von Stalin abzuzeichnenden Exekutionslisten auch Blochin gesetzt. Doch habe Stalin dessen Namen gestrichen. Blochin, der nach Aussagen ehemaliger Geheimdienstoffiziere bei seinen Exekutionen immer lederne Metzgerschürzen trug, um seine Uniform zu schonen, hat im Frühjahr 1940 mit einer deutschen Walther im Keller des NKWD-Sitzes von Kalinin mehrere Tausend kriegsgefangene polnische Offiziere und Intellektuelle persönlich erschossen, die zuvor im Sonderlager Ostaschkow interniert waren. Er kam auf eine Quote von 200 bis 350 Opfern pro Nacht. 1945 stieg er durch die Beförderung zum Generalmajor in die Führung der Geheimpolizei auf.
Ein Einschnitt in seiner Biografie war der Tod Stalins im März 1953. Am 26. Juni 1953 wurde Beria verhaftet und am 23. Dezember 1953 erschossen. Nikita Chruschtschow setzte sich im Machtkampf um die Nachfolge Stalins durch. Auch ein Teil der bisherigen Geheimdienstführung um Beria wurde erschossen. Blochin wurde in den Ruhestand versetzt, offiziell „aus Gesundheitsgründen“. In seinen letzten Lebensjahren litt er unter Alkoholismus und psychischen Problemen. 1954 wurde ihm der Generalsrang aberkannt, „weil er sich bei seiner Arbeit in den Organen diskreditiert hat“ ("как дискредитировавший себя за время работы в органах").

## Tod
Wenige Monate später starb er im Alter von 60 Jahren, in seinen Personalakten ist als Todesursache ein Herzinfarkt angegeben. Nach Aussagen des ehemaligen KGB-Generals Dmitri Tokarew, der 1940 für die Organisation der Exekution der Polen in Katyn verantwortlich gewesen war, hat Blochin Suizid begangen. Er wurde mit militärischen Ehren auf dem Friedhof des Donskoi-Klosters begraben, auf dem viele seiner Opfer in Massengräbern verscharrt worden waren.
2021 legte eine Delegation der Kommunistischen Partei Russlands an seinem Todestag einen Kranz und Blumengebinde auf dem Grab ab.